# Falso documentario
Il falso documentario (in inglese pseudo-documentary) è un espediente narrativo del mondo audiovisivo nel quale eventi fittizi e di fantasia sono presentati come se fossero reali attraverso l'artificio di un linguaggio e di uno stile documentaristico.
Una definizione più corretta è "finto documentario", poiché la parola "falso" presuppone un dolo, che in questo genere di opere è del tutto assente, trattandosi di racconti relativi ad eventi di finzione.

## Differenze
Corrisponde solo in parte al mockumentary (crasi di mock, "fare il verso" e documentary, reso in italiano con il neologismo falsumentario), in quanto quest'ultimo, pur non rappresentando neanch'esso eventi reali, ha principalmente intenti parodistici, laddove lo pseudo-documentario ha generalmente intenti narrativi.
Lo pseudo-documentario non va neppure confuso con i docu-drama o docu-fiction, ovvero quei documentari che, per esigenze di narrazione, riempiono con elementi di finzione o ricostruzioni rielaborate lacune nella narrazione di eventi storici realmente accaduti: per esempio una lotta tra due dinosauri, verosimile ma che nessuno ha mai visto dal vero per poterla descrivere, oppure ricostruzioni degli aspetti della vita di una civiltà del passato effettivamente esistita, ma la cui attività quotidiana viene solo inferita in via indiretta dai reperti disponibili.

## Caratteristiche
Uno pseudo-documentario si presenta come un documentario, ovvero per taglio e stile come se riprendesse aspetti della realtà, ma è in realtà un prodotto di fiction.
Laddove il mockumentary è, come detto, un tipico espediente satirico/parodistico, il falso documentario trova campo d'elezione nel cinema dell'orrore o nel thriller: a partire dalla seconda metà degli anni novanta è, infatti, diffusa la tendenza a produrre film con la tecnica del falso documentario che, rispetto alla narrazione cinematografica classica in cui la finzione è esplicitata allo spettatore fin dall'inizio, ingenera altresì la sensazione di trovarsi di fronte a un evento realmente accaduto.
Tra gli artifici narrativi più utilizzati in tale genere figura quello del «video ritrovato» (in inglese found footage), sia utilizzato per girare un film intero, come per esempio Rec, UFO Abduction o The Blair Witch Project, o per sostenere parte della narrazione, come in Non aprite quella porta, Cannibal Holocaust o Il quarto tipo, in cui il video ritrovato, in genere amatoriale, non è l'oggetto del film ma viene riprodotto durante il film per mostrare le avventure dei protagonisti.
Un'altra tecnica, meno usata, è quella della realizzazione di articoli di giornale riguardanti fatti e personaggi della trama (vedi Le colline hanno gli occhi oppure Wrong Turn). Più complessa da realizzare, ma molto efficace è la realizzazione di falsi cinegiornali d'epoca, i quali rappresentano talvolta brevi falsi documentari inseriti in lungometraggi di genere mockumentary (come ad esempio fa Woody Allen nel suo Zelig o come avviene in Fascisti su Marte).
Tra gli iniziatori del genere è Peter Watkins, che con The War Game (1965) ha raccontato in stile documentaristico un attacco nucleare sull'Inghilterra, aggiudicandosi l'Oscar proprio come miglior documentario. Il primo esempio di falso documentario di stampo moderno è ideato da Eric Idle, membro dei Monty Python, con il suo All You Need Is Cash (1978), documentario parodistico che racconta la storia dei The Rutles, band fittizia e parodia dei The Beatles. In questo documentario sono presenti  Mick Jagger, Paul Simon e Bill Murray nei panni di loro stessi, parlare dei The Rutles o raccontarne aneddoti per rendere il documentario realistico al pubblico, affiancati da performance di grandi attori come John Belushi, Dan Aykroyd e Michael Palin, oltre George Harrison in persona. Altri capolavori umoristici del genere sono il già citato Zelig di Woody Allen e This is Spinal Tap di Rob Reiner. Tra le produzioni televisive si possono ricordare Forgotten Silver di Peter Jackson, Ghostwatch di Stephen Volk, la pluripremiata serie tv Modern Family, la serie American Vandal e la serie britannica The Office ideata da Ricky Gervais, insieme al suo remake statunitense, dal cui co-ideatore Greg Daniels è poi nata anche la serie Parks and Recreation con lo stesso stile narrativo. Altri autori di mockumentary di una certa fama sono Peter Greenaway (Le cadute) e Kim Ki-duk (Arirang).
La tecnica del falso documentario è stata utilizzata anche nell'animazione; uno dei primi esempi è il cortometraggio in stop-motion Creature Comforts (1989) di Nick Park. Si trovano elementi del falso documentario anche nel lungometraggio Surf's Up - I re delle onde (2007).